# Pijača
Pijača je tekočina, namenjena človeškemu zaužitju. Poleg svoje osnovne funkcije odžejanja imajo pijače tudi pomembno vlogo v človeški kulturi. Običajne vrste pijač vključujejo navadno pitno vodo, mleko, kavo, čaj, vročo čokolado, sok in brezalkoholne pijače. Poleg tega so alkoholne pijače (ki vsebujejo etanol), kot sta denimo vino in pivo, del človeške kulture že več kot 8.000 let.
Brezalkoholne pijače pogosto pomenijo pijače, ki običajno vsebujejo alkohol, kot sta pivo in vino, vendar so z dovolj nizko vsebnostjo alkohola. V kategorijo so vključene pijače, ki so bile podvržene postopku odstranjevanja alkohola, kot so brezalkoholno pivo in brezalkoholno vino.